# Tell the World I'm Here

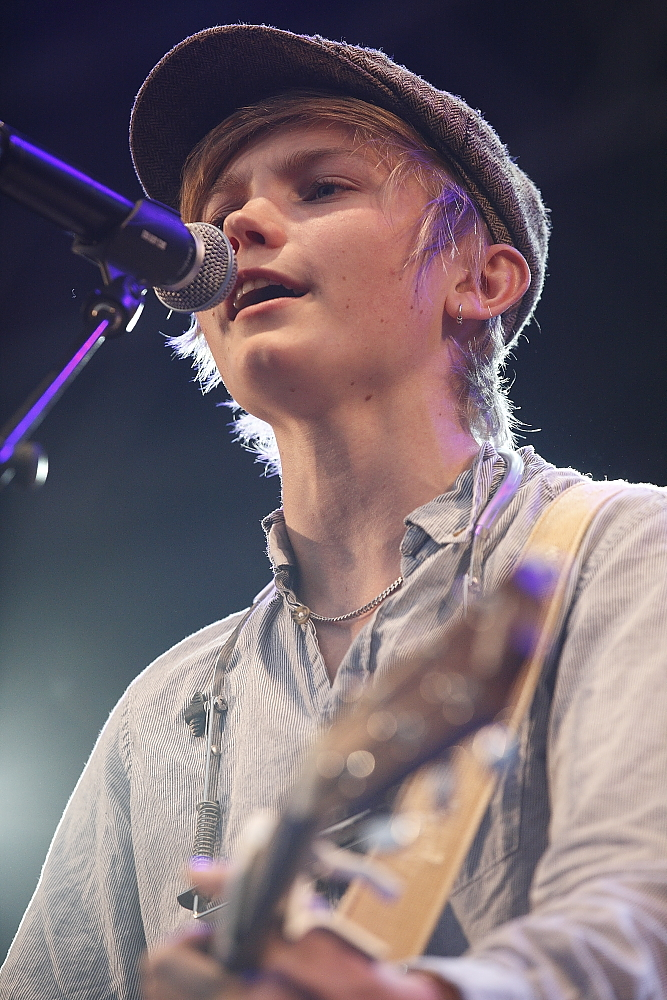
Ulrik Munther

"Tell the World I'm Here" är en låt framförd av den svenska sångaren Ulrik Munther. Låten är skriven av Munther själv i samarbete med Thomas G:son och Peter Boström. Singeln gavs ut den 24 februari 2013 som den andra singeln från hans andra studioalbum Rooftop som gavs ut den 6 mars samma år.
Singeln debuterade på tolfte plats på Digilistan den 3 mars 2013. Den nådde sjunde plats på listan veckan därpå. Den debuterade även på tjugoförsta plats på Sverigetopplistan den 8 mars 2013. Den nådde elfte plats på listan veckan därpå.
En tillhörande musikvideo till låten laddades upp på Youtube den 25 februari 2013. Videon som regisserades av Mats Udd hade i mars 2013 visats nästan 300 000 gånger.

## Melodifestivalen 2013
Munther tävlade med låten i Melodifestivalen 2013. Av de 32 bidragen i årets upplaga var låten den sista att framföras då Munther hade startnummer 8 i den fjärde deltävlingen som hölls i Malmö Arena i Malmö den 23 februari 2013. Då resultatet kommit in stod det klart att bidraget gått direkt vidare till finalen tillsammans med Ralf Gyllenhammars låt "Bed on Fire". Bidraget kom att öppna hela finalen som gick av stapeln den 9 mars 2013 i Friends Arena i Stockholm. Då resultatet kommit in stod det klart att bidraget hade slutat på en tredje plats med totalt 126 poäng av de totalt 10 tävlande. Det fick 82 poäng av de internationella jurygrupperna som placerade det som tvåa, endast 9 poäng efter den vinnande låten "You", samt fick 44 poäng av TV-tittarna som placerade det som femma med 9,4 procent av telefon- och SMS-rösterna. Bara den israeliska jurygruppen gav inga poäng till bidraget och de jurygrupper som gav maxpoängen 12 var de som kom från Italien, Frankrike och Storbritannien.

## Listplaceringar
| Lista (2013)                | Topplacering |
| --------------------------- | ------------ |
| Sverige (Digilistan)        | 7            |
| Sverige (Sverigetopplistan) | 11           |